# Hamala Irén
Hamala Irén (Harangozó Gyuláné) (Budapest, 1921. április 17. – Budapest, 1997. augusztus 20.) magyar táncművész, balett-táncos, koreográfus-asszisztens.

## Életpályája
1928-ban került az Operaházba. 1934–1937 között tánckari növendék volt. ott végezte iskolai, valamint balettiskolai tanulmányait. 1937–1950 között az Operaház tánckari tagja, 1950–1960 között magántáncosa és balettmesteri asszisztense volt. 1960-tól balettmesterként és koreográfusként dolgozott.
Elsősorban a karakterszerepekkel aratott sikert. Kiváló mozgásmemóriája révén férje nélkülözhetetlen munkatársa, asszisztense volt, s több alkalommal tanította be férje műveit.

## Családja
Szülei: Hamala Ede és Schneller Irén voltak. 1948-ban házasságot kötött Harangozó Gyula táncművésszel. Egy fiuk született: Harangozó Gyula (1956) táncművész.

## Szerepei
| - Csajkovszkij: A diótörő – Medvebocs; Misi; Spanyol tánc - Weiner Leó: Csongor és Tünde – Kurrah - Radnai Miklós: Az infánsnő születésnapja – A bika; Cigányleányok - Liszt Ferenc: Szent Erzsébet legendája – Lajos - Delibes: Coppélia – Ballada; Magyar-tánc; Lengyel lány - Debussy: A játékdoboz – Tengerész - Bayer: A babatündér – Költő; Spanyol baba - Bizet: Carmen – Torreádor tánc; Spanyol táncok; Seguidilla - Dohnányi Ernő: Szent fáklya – Dacos pásztorleány - Liszt Ferenc: Magyar ábrándok – II. kisasszony - Beethoven: Prometheus teremtményei – Klio - Mozart: Éji zene – Allegro - Strauss: Császárkeringő – Táncos - Strauss: József legendája – Fátyol nélküliek - Tóth Dénes: Dorottya, vagyis a dámák diadala a fársángon – Rebeka - Hubay Jenő: A cremonai hegedűs – Monferina - Gluck: Iphigenia Aulisban – A táncokat előadják - Takács Jenő: Nílusi legenda – Rabnők tánca - Gounod: Faust – Astarte; Keringő; Kleopatra - Ravel: Bolero – Táncolják - Muszorgszkij: Hovascsina – Szólót táncol - Hubay Jenő: Csárdajelenet – Egy leány | - Goldmark Károly: Sába királynője – Szólót táncol - Verdi: Traviata – Spanyol tánc - Goldmark Károly: Sakuntala – Priamvandá - Stravinsky: Petruska – Cigánynők; Cigánylányok - Delibes: Sylvia – Bacchánsnő; Papnő - Wagner: Tannhauser – Három grácia - Bartók Béla: A fából faragott királyfi – Vizisellők - Stravinsky: Kártyajáték – Caro dáma - Smetana: Az eladott menyasszony – Polka - Kacsoh Pongrác: János vitéz – Tündértánc - Strauss: A denevér – Mesék a bécsi erdőből - szóló - Vojnonen: Párizs lángjai – Teréz; Királyné - Csajkovszkij: A hattyúk tava – Magyar tánc; Spanyol tánc - Aszafjev: A bahcsiszeráji szökőkút – Fiatal pár - Kenessey Jenő: A keszkenő – Csaplárosné - Borogyin: Polovec táncok – A polovec asszony - Hacsaturján: Gajane – Lezginka - de Falla: A háromszögletű kalap – Kormányzóné - Prokofjev: Rómeó és Júlia – Capuletné - Farkas Ferenc: Furfangos diákok – Terézia |

## Koreográfiái
- Pierrette fátyola (1957)
- Szerelmi álmok (1967)

## Filmjei
- Tóparti látomás (1940)
- Az életbe táncoltatott leány (1964)
- Zenés TV színház (1972)

## Díjai
- Érdemes művész (1972)
- Munka Érdemrend (1981)
- A Magyar Köztársasági Érdemrend tisztikeresztje (1997)
- A Magyar Táncművészetért (életműdíj) (1997)[2]
- A Magyar Állami Operaház Örökös tagja (posztumusz, 1998)